# De Bogen
De Bogen is een wijk in de stad Nijkerk in de Nederlandse provincie Gelderland.
De wijk werd tussen 2000 en 2006 gebouwd. In de wijk liggen veel wegen met namen die doen denken aan de scheepvaart. De wijk grenst aan de andere wijken De Kamers, Corlaer en De Terrassen. Voor autoverkeer is de enige ontsluiting via Anker vanaf/naar Arkemheenweg. Die weg vormt de westgrens van de wijk.
De straten in wijk zijn allemaal vernoemd naar onderdelen van schepen. Voorbeelden hiervan zijn Boegbeeld, Gaffel en Kompas. Tussen de bebouwing en de Arkemheenseweg is een groenstrook. Door deze groenstrook loopt 't Jaagpad.
Centrum · Schulpkamp · Rensselaer · Paasbos · Strijland · Beulekamp · Luxool · Hazeveld · Bruins Slotlaan · Corlaer · Groot Corlaer (Boerderijakkers · De Kamers) · De Bogen · De Terrassen · Doornsteeg · Het Spaanse Leger

Bedrijventerreinen:
Arkervaart · Watergoor · Spoorkamp · De Flier